# Lac d'Alviano
Le lac d'Alviano (en italien :  lago di Alviano) ou encore Oasi di Alviano (« oasis d'Alviano »)  est un lac artificiel du  centre de l'Italie. Situé dans la province de Terni en Ombrie aux confins de l'Ombrie et le Latium.

## Description
Le lac d'Alviano est un bassin artificiel réalisé en 1963 utilisé en tant que barrage hydroélectrique sur le fleuve Tibre. Son nom provient de la commune d'Alviano, localité de la province de Terni.
Sa construction a été nécessitée afin de réguler les eaux provenant du lac de Corbara pour les utiliser à des fins énergétiques.
Le lac s'est transformé progressivement en grand marécage, sa profondeur moyennes est d'environ 30 cm. Le lac est devenu le lieu d'accueil des flux migratoires avec l'arrivée de milliers d'oiseaux parmi lesquels des canards, oies, poules d'eau ce qui a motivé l'administration locale en liaison avec le WWF et l'Enel à réaliser en 1990 une oasis naturelle défini comme  « Oasi di Alviano », d'une surface de 900 ha et comportant environ 160 espèces d'oiseaux. L'oasis s'étend aussi sur les communes  de Guardea et Montecchio.

## Économie
Le lac a permis le développement de diverses activités centrées sur le tourisme.

## Activités
Pêche; pratique du « bird-watching » sur des sentiers aménagés avec des passerelles sur l'eau et tourettes d'observation.

## Faune aquatique
Poissons : chevesne, rotengle, barbus, vairon, Carassius, tanche, carpe, truite, et poisson-chat. Parmi les amphibiens le triton et le crapaud.
Oiseaux: Plus de 160 espèces dont : cygne, héron, canard, oie, poule d'eau, busard des roseaux, cormoran, hirondelle.